# Vega del Río de San Pedro
Vega del Río de San Pedro är en ort i Mexiko.   Den ligger i kommunen Atzalan och delstaten Veracruz, i den sydöstra delen av landet, 220 km öster om huvudstaden Mexico City. Vega del Río de San Pedro ligger 636 meter över havet och antalet invånare är 237.
Terrängen runt Vega del Río de San Pedro är lite bergig. Runt Vega del Río de San Pedro är det ganska tätbefolkat, med 100 invånare per kvadratkilometer. Närmaste större samhälle är Tlapacoyan, 18,9 km nordväst om Vega del Río de San Pedro. I omgivningarna runt Vega del Río de San Pedro växer i huvudsak städsegrön lövskog.